# 妹尾親尚
妹尾 親尚（せのお ちかひさ、1921年11月16日 - 2012年1月7日）は、日本の実業家。

## 経歴
福岡県に生まれる。1939年福岡県中学修猷館、1942年旧制福岡高等学校文科甲類を経て、1944年、京都帝国大学法学部政治学科を卒業し陸軍主計少尉となる。在学中の1943年12月には学徒出陣をしている。
1946年5月、安田銀行（1948年富士銀行と改称し現みずほ銀行）に入行。1970年5月取締役となり名古屋支店長、1973年4月取締役大阪支店長、同年5月常務取締役、1975年5月専務取締役となる。
1978年6月、富士銀行を退任し、岡本理研ゴム（現・オカモト）取締役副社長、1979年6月同社取締役社長に就任する。1983年6月取締役相談役、1985年6月相談役となる。